# Michel Fröschl
Michel Fröschl (* vor 1500 in Trier; † nach 1528 in Wien) war ein deutsch-österreichischer Architekt und Steinmetz und ab 1520 Dombaumeister des Wiener Stephansdoms.

## Leben
Michel Fröschl wird erstmals 1518 als Parlier unter Gregor Hauser genannt, dessen Nachfolge er 1520 antrat. Seine näheren Lebensumstände sind nicht bekannt. Während seiner Amtszeit als Dombaumeister ruhte der Weiterbau des Stephansdoms, so dass sich seine Tätigkeit auf Ausstattungsarbeiten konzentrierte. Von seiner Hand hat sich die Zeichnung eines für den für den Stephansdom bestimmten und formal der dortigen Domkanzel verwandten spätgotischen Sakramentshauses mit Astwerkformen und gebogenen Fialen erhalten, signiert Mihel Fröschl die zeit pawmaister hie zu Wien.
Nach dem Tode Michel Fröschls wurde zunächst kein weiterer Dombaumeister bestellt, da die Erste Wiener Türkenbelagerung 1529 jede weitere Bautätigkeit am Stephansdom verhinderte und die Mittel für die Verstärkung der veralteten Festungsanlagen Verwendung fanden. Erst 1559 mit Hans Saphoy, der den unvollendeten Notturm mit einem provisorischen Kuppelabschluss versah, begegnen wir wieder einem Dombaumeister.